# Британско-германско военноморско споразумение (1935)
Британско-германското военноморско споразумение от 1935 г. е международен договор между Великобритания и Нацистка Германия сключен през юни 1935 г. и установяващ съотношението на Военноморските сили между двете страни.
За необходимостта от британско-германския договор за военноморските въоръжения Адолф Хитлер говори още през февруари 1933 г., непосредствено след идването си на власт, а съотношението което намира за приемливо е 10:3 в полза на британците.
На 18 март 1935 г. Германия денонсира договора от Версай и по този начин счита за отпаднали всички ограничения по отношение на своите въоръжени сили. В онзи момент, в управляващите кръгове във Великобритания назрява идеята да се сключи едно ново заместващо по отношение на ВМС споразумение с Германия (Британската империя притежава най-големия военен и търговски флот в света), което по някакъв начин да стопира, т.е. да ограничи развитието на Кригсмарине.
Англо-германските преговори са проведени в Лондон от 4 май до 18 юни 1935 г. Споразумението е подписано на 18 юни 1935 г. посредством размяната на писма между британския министър на външните работи и Йоахим фон Рибентроп.
Окончателната редакция на текста въвежда изискването, че „силата на германския флот съставлява 35% от съвкупната военноморска мощ на Британската империя“. Съотношението 35:100 е общо, както към общия тонаж на флота, така и по отношение към всеки клас кораби. По отношение на подводните сили, Германия получава правото на равенство с Англия, но джентълменски обеща да не надвишава 45% от тонажа на британските подводници (подводния флот на Британия е относително малък и слаб къмто надводния). При условие, че в случай Германия реши да се оттегли от клаузите на споразумението, то тя ще информира британското правителство за това. Германия също така се ангажира да спазва качествените ограничения по отношение на военноморските си сили, наложени от Вашингтонския договор от 1922 г. и от Лондонския договор от 1930 г.
На 28 април 1939 г. от трибуната на Райстага Адолф Хитлер обявява оттеглянето на Германия от клаузите на споразумението по повод на отговора на т.нар. телеграмата на Рузвелт до Хитлер от средата на този месец.